# USS Menges (DE-320)
USS Menges (DE-320) là một tàu hộ tống khu trục lớp Edsall từng phục vụ cùng Hải quân Hoa Kỳ trong Chiến tranh Thế giới thứ hai. Nó là chiếc tàu chiến duy nhất của Hải quân Hoa Kỳ được đặt cái tên này, theo tên Thiếu úy Hải quân Herbert Hugo Menges (1917-1941), phi công phục vụ cùng Liên đội Tiêm kích VF-6 trên tàu sân bay Enterprise (CV-6) và đã thiệt mạng khi máy bay tiêm kích F4F Wildcat của ông bị hỏa lực phòng không đồng đội bắn nhầm trong cuộc tấn công Trân Châu Cảng ngày 7 tháng 12, 1941. Nó đã phục vụ cho đến khi chiến tranh kết thúc, xuất biên chế năm 1947, rồi cuối cùng bị bán để tháo dỡ vào năm 1972. Menges được tặng thưởng hai Ngôi sao Chiến trận do thành tích phục vụ trong Thế Chiến II.

## Thiết kế và chế tạo
Lớp Edsall có thiết kế hầu như tương tự với lớp Cannon dẫn trước; khác biệt chủ yếu là ở hệ thống động lực Kiểu FMR do được trang bị động cơ diesel Fairbanks-Morse dẫn động qua hộp số giảm tốc đến trục chân vịt. Đây là cấu hình động cơ được áp dụng rộng rãi trên tàu ngầm, được chứng tỏ là có độ tin cậy cao hơn so với lớp Cannon.
Vũ khí trang bị bao gồm ba pháo 3 in (76 mm)/50 cal trên tháp pháo nòng đơn có thể đối hạm hoặc phòng không, một khẩu đội pháo phòng không Bofors 40 mm nòng đôi và tám pháo phòng không Oerlikon 20 mm. Vũ khí chống ngầm bao gồm một dàn súng cối chống tàu ngầm Hedgehog Mk. 10 (có 24 nòng và mang theo 144 quả đạn); hai đường ray Mk. 9 và tám máy phóng K3 Mk. 6 để thả mìn sâu. Con tàu vẫn giữ lại ba ống phóng ngư lôi Mark 15 21 inch (533 mm), và được trang bị radar SC dò tìm không trung và mặt biển. Thủy thủ đoàn đầy đủ bao gồm 186 sĩ quan và thủy thủ.
Menges được đặt lườn tại xưởng tàu của hãng Consolidated Steel Corporation ở Orange, Texas vào ngày 22 tháng 3, 1943. Nó được hạ thủy vào ngày 15 tháng 6, 1943, được đỡ đầu bởi bà Charles Menges, mẹ Thiếu úy Menges, và nhập biên chế cùng Hải quân Hoa Kỳ vào ngày 26 tháng 10, 1943 dưới quyền chỉ huy của Hạm trưởng, Thiếu tá Tuần duyên Frank Michael McCabe.

## Lịch sử hoạt động
Sau khi hoàn tất việc chạy thử máy huấn luyện ngoài khơi Bermuda, Menges hoạt động như một tàu huấn luyện tại vịnh Chesapeake trong tháng 1, 1944. Nó khởi hành từ Norfolk, Virginia vào ngày 26 tháng 1, và đi đến New York vào ngày 31 tháng 1, bắt đầu một giai đoạn kéo dài ba tháng phục vụ hộ tống các đoàn tàu vận tải vượt Đại Tây Dương đi sang Bắc Phi. Trong đêm 20 tháng 4, Đoàn tàu UGS 38 trên đường quay trở về Hoa Kỳ đã bị 30 máy bay ném bom-ngư lôi của Không quân Đức tấn công ngoài khơi bờ biển Algiers. Sau khi bắn rơi một máy bay ném bom, Menges đã cứu vớt 137 người sống từ chiếc tàu khu trục Lansdale (DD-426), vốn bị đắm do trúng ngư lôi, cùng hai thành viên đội bay Không quân Đức.
Lúc 01 giờ 18 phút ngày 3 tháng 5, Menges đang ở một vị trí 13,5 mi (21,7 km) phía sau đoàn tàu vận tải để truy đuổi một mục tiêu phát hiện qua radar khi nó trúng một quả ngư lôi dò âm G7es phóng từ tàu ngầm U-boat U-371. Vụ nổ đã phá hủy một phần ba phần đuôi tàu, khiến 31 người tử trận và 25 người khác bị thương. Tuy nhiên dưới sự chỉ huy của Thiếu tá Tuần duyên McCabe, thủy thủ đoàn đã nỗ lực trong việc chống ngập nước và tháo bỏ ngư lôi trong đám cháy, giúp con tàu tiếp tục nổi được. Bốn giờ sau, nó được chiếc tàu kéo HMS Aspirant (W 134) của Hải quân Hoàng gia Anh kéo đến Bougie, Algeria, và đưa lên bờ những người tử trận và bị thương. U-371 sau đó bị các tàu chiến Joseph E. Campbell (DE-70), Pride (DE-323), Sénégalais và HMS Blankney (L30) đánh chìm tại tọa độ 37°49′B 05°39′Đ / 37,817°B 5,65°Đ; ba thành viên thủy thủ đoàn chiếc U-boat đã tử trận, và 49 người sống sót bị bắt làm tù binh.
Sau khi được sửa chữa tạm thời, Menges được chiếc tàu kéo USS Carib kéo đi, rời Oran, Algeria vào ngày 23 tháng 6, và về đến New York vào ngày 22 tháng 7. Tại Xưởng hải quân Brooklyn từ ngày 14 đến ngày 31 tháng 8, phần đuôi của chiếc tàu chị em Holder (DE-401), vốn bị hư hại nặng phần mũi do trúng ngư lôi tại Địa Trung Hải vào ngày 11 tháng 4, đã được hàn ghép vào phần còn lại của Menges. Chiếc tàu "mới" rời xưởng tàu để chạy thử máy từ ngày 26 tháng 9 đến ngày 20 tháng 10 tại vùng biển Casco Bay, Maine.

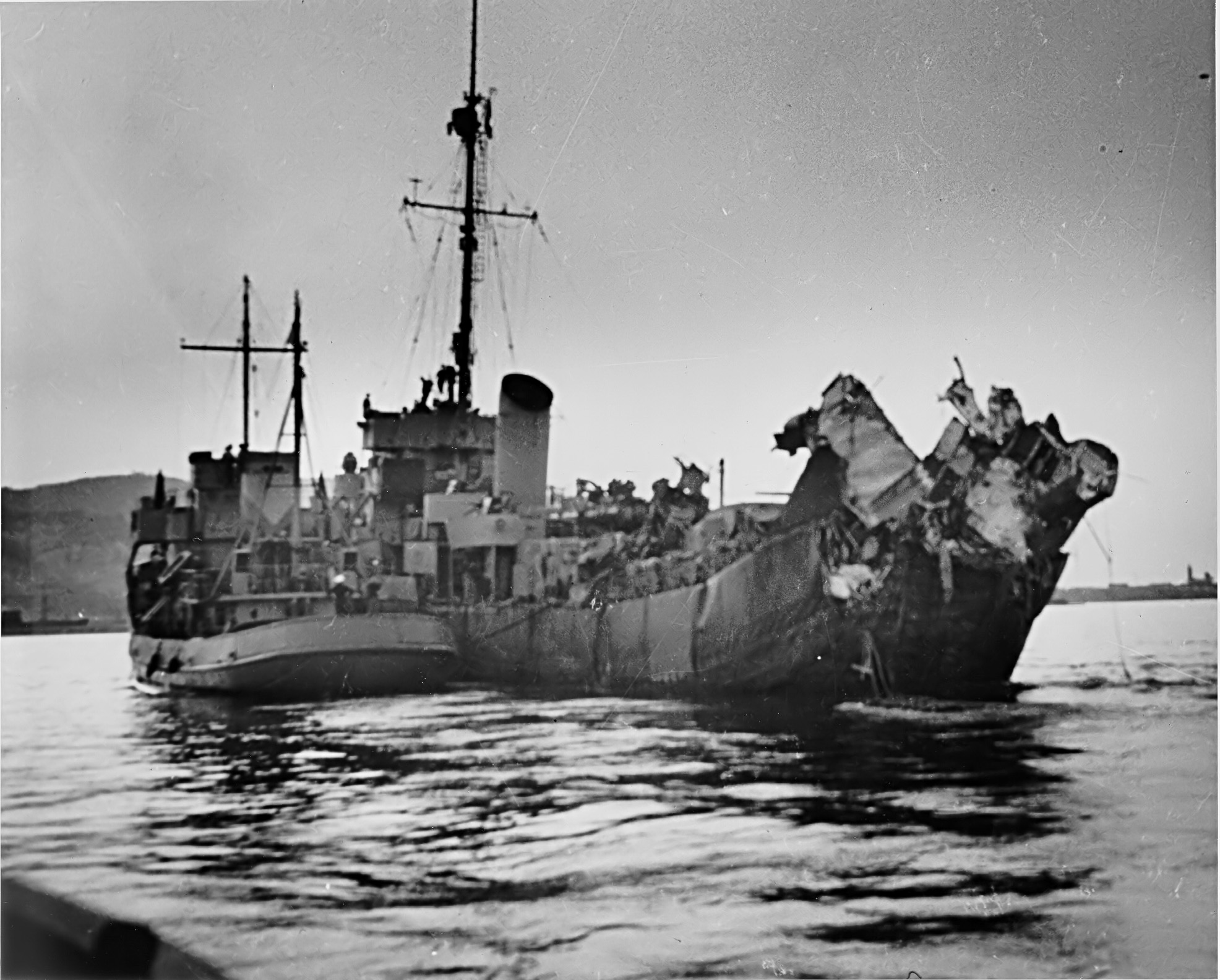
USS Menges bị hư hại nặng đang được kéo đi.

Lên đường vào ngày 15 tháng 11, Menges tham gia thành phần hộ tống cho Đoàn tàu CU 47 đi sang Plymouth, Anh, đến nơi vào ngày 26 tháng 11. Trong những tháng tiếp theo nó tiếp tục nhiệm vụ hộ tống vận tải vượt Đại Tây Dương; rồi đến cuối tháng 2, 1945 đã cùng các tàu chị em Pride (DE-323), Mosley (DE-321) và Lowe (DE-325) tham gia một đội đặc nhiệm tìm-diệt tàu ngầm tại Bắc Đại Tây Dương, vốn được vận hành toàn bộ bởi nhân sự thuộc Tuần duyên Hoa Kỳ. Vào ngày 18 tháng 3, nó trợ giúp cho Lowe, Pride và Mosley trong việc đánh chìm tàu ngầm U-866 về phía Đông Nam Halifax, Nova Scotia, tại tọa độ 43°18′B 61°08′T / 43,3°B 61,133°T; toàn bộ 59 thành viên viên thủy thủ đoàn chiếc U-boat đều tử trận.
Menges tiếp tục hoạt động tuần tra tìm-diệt tàu ngầm cho đến khi chiến tranh kết thúc tại Châu Âu. Vào ngày 30 tháng 5, nó lên đường hộ tống cho Đoàn tàu CU 73, chuyến vận tàu cuối cùng đi sang Châu Âu, đi đến Cheshire, Anh vào ngày 8 tháng 6, rồi quay trở về New York vào ngày 21 tháng 6. Con tàu bắt đầu đảm nhiệm vai trò tàu huấn luyện cho Học viện Tuần duyên Hoa Kỳ, thực hiện hai chuyến đi thực tập cho học viên sĩ quan đến khu vực Tây Ấn, rồi đi đến New London, Connecticut vào ngày 7 tháng 9. Con tàu lên đường đi Cape Cod ba ngày sau đó, rồi đi đến Boston, Massachusetts vào ngày 17 tháng 9. Vào dịp ngày Hải quân 27 tháng 10, con tàu neo đậu tại Fall River, gần Boston.
Được chuyển đến Green Cove Springs, Florida vào tháng 3, 1946, Menges được đại tu để chuẩn bị ngừng hoạt động, rồi được cho xuất biên chế vào tháng 1, 1947 và đưa về Hạm đội Dự bị Đại Tây Dương. Thoạt tiên neo đậu tại sông St. Johns, Florida, con tàu được kéo đến Orange, Texas vào ngày 1 tháng 1, 1962, nhưng tiếp tục bị bỏ không trong thành phần dự bị. Tên nó được cho rút khỏi danh sách Đăng bạ Hải quân vào ngày 2 tháng 1, 1971, và con tàu bị bán để tháo dỡ vào ngày 10 tháng 4, 1972.

## Phần thưởng
Menges được tặng thưởng hai Ngôi sao Chiến trận do thành tích phục vụ trong Thế Chiến II.
|  |                           |  |
|  | Bronze star · Bronze star |  |

| Dãi băng Hoạt động Tác chiến (truy tặng) |                                                                              |                                      |
| Huân chương Chiến dịch Hoa Kỳ            | Huân chương Chiến dịch Châu Âu-Châu Phi-Trung Đông với 2 Ngôi sao Chiến trận | Huân chương Chiến thắng Thế Chiến II |